# Acer Iconia Smart S300
De Acer Iconia Smart S300 is een phablet van de Taiwanese fabrikant Acer. Het toestel wordt geleverd met Android-versie 2.3 Gingerbread. Door de uitgerekte vorm doet het erg denken aan de iPhone 5. Het toestel is alleen verkrijgbaar in het zwart. 

## Buitenkant
De Iconia Smart S300 wordt bediend door middel van een capacitief touchscreen. Dit lcd-scherm heeft een resolutie van 480 bij 1024 pixels en heeft een schermdiagonaal van 4,8 inch. Technisch gezien behoort daarmee niet tot de phablets, maar door de ongewone beeldverhouding van 21:9 wordt het dikwijls tot de phablets gerekend. Vergeleken met andere smartphones is de S300 erg dik: 1,3 centimeter. Aan de achterkant zit een camera van 8 megapixel, maar aan de voorkant ontbreekt er een camera voor videobellen.

## Binnenkant
De telefoon beschikt over een 1,0GHz-singlecore-processor van het type Snapdragon MSM8255 die geproduceerd is door chipmaker Qualcomm. Het heeft een werkgeheugen van 512 MB en een opslaggeheugen van 8 GB, wat niet uitgebreid kan worden. De telefoon heeft een 1000mAh-Li-ionbatterij.